# 버지니아 메이오
버지니아 메이오(Virginia Mayo, 1920년 11월 30일 ~ 2005년 11월 7일)는 미국의 배우, 댄서이다.

## 출연 작품
- LA 컨피덴셜 (1997)
- 악령 (1990)
- 포트 돕스 (1958)
- 더 빅 랜드 (1957)
- 자랑스런 사나이 (1956)
- 그레이트 데이 인 더 모닝 (1956)
- 은배 (1954)
- 쉬즈 백 온 브로드웨이 (1953)
- 어롱 더 그레이트 디바이드 (1951)
- 스타리프트 (1951)
- 웨스트 포인트 스토리 (1950)
- 프레임 앤드 애로우 (1950)
- 레드 라이츠 (1949)
- 콜로라도 테리토리 (1949)
- 화이트 히트 (1949)
- 어 송 이즈 본 (1948)
- 월터의 비밀 인생 (1947)
- 더 베스트 이어스 오브 아워 리브스 (1946)
- 원더 맨 (1945)
- 공주와 해적 (1944)
- 업 인 암스 (1944)